# Азаров, Пётр Лукьянович
Пётр Лукья́нович Аза́ров (14 августа 1922 — 29 ноября 1954) — участник Великой Отечественной войны, старший лётчик 134-го гвардейского бомбардировочного авиационного полка 6-й гвардейской бомбардировочной авиационной дивизии 1-й воздушной армии 3-го Белорусского фронта, Герой Советского Союза (1945), гвардии лейтенант.

## Биография
Родился 14 августа 1922 года в деревне Зиновино в семье крестьянина. Русский. Член ВКП(б) с мая 1945 года. С 1930 года с семьей переехал в Москву. Образование неполное среднее, окончил школу ФЗУ. Работал на заводе слесарем-механиком. Окончил аэроклуб.
В Красной армии с 1940 года. Окончил Энгельсскую военно-авиационную школу пилотов в 1942 году. С ноября 1942 года на фронте. Счет боевым вылетам Петр Азаров открыл в сражении за освобождение Донбасса. При прорыве вражеской обороны на реке Миус он часто вылетал на разведку и фотографирование гитлеровских оборонительных сооружений. Пётр Азаров участвовал в освобождении Крыма. Данные его фоторазведки помогли нашему командованию уничтожить несколько кораблей противника, подвозивших подкрепление и боеприпасы. Лётчик громил захватчиков в Белоруссии, Литве, Восточной Пруссии.
К марту 1945 года лейтенант Азаров произвёл 158 боевых вылетов, из них 133 — одиночным самолётом на разведку войск, фотографирование оборонительных сооружений и аэродромов противника.
Указом Президиума Верховного Совета СССР от 19 апреля 1945 года за образцовое выполнение заданий командования и проявленные мужество и героизм в боях с немецко-фашистскими захватчиками гвардии лейтенанту Азарову Петру Лукьяновичу присвоено звание Героя Советского Союза с вручением ордена Ленина и медали «Золотая Звезда» (№ 6230).
Уволен в запас в 1949 году. Жил в Москве, работал шофёром на автобазе. В 1954 году уехал на целину, в Алтайский край; вскоре тяжело заболел и 29 ноября 1954 года умер.

## Награды
- Медаль «Золотая Звезда» Героя Советского Союза
- Орден Ленина
- два ордена Красного Знамени (2.08.1943, 13.10.1943)
- Медали

## Память
Похоронен на кладбище села Устьянка Бурлинского района Алтайского края.
Первое время за могилой ухаживали местные школьники, но постепенно имя лётчика-героя было забыто, могила его заросла, родственники на ней так и не появились. Только в 1995 году имя Героя было возвращено из забвения. Теперь на могиле установлен новый памятник, в Устьянской школе есть небольшой стенд, посвящённый Петру Азарову.
Имя Петра Азарова увековечено в мемориале одного из гарнизонов.
Именем Петра Азарова назван один из вертолётов Ми-38 авиакомпании "Авиация Колымы". 